# Kabupaten Garut
Kabupaten Garut är ett kabupaten i Indonesien.   Det ligger i provinsen Jawa Barat, i den västra delen av landet, 160 km sydost om huvudstaden Jakarta. Antalet invånare är 2 526 623.